# Herb Aleksandrowa Kujawskiego
Herb Aleksandrowa Kujawskiego – jeden z symboli miasta Aleksandrów Kujawski w postaci herbu.

## Wygląd i symbolika
Herb przedstawia na srebrnej tarczy herbowej czerwoną, ceglaną majuskułę „A” stojącą na takimż murze z pionową szczeliną pośrodku, tworząc bramę. Litera ta nawiązuje do nazwy miasta. 

## Historia

Herb miasta w latach 2003-2024

Pierwotna wersja herbu została ustanowiona w Statucie Miasta z dnia 27 czerwca 2003 roku. Podejmując uchwałę Rada Miasta nie zasięgnęła obowiązkowej opinii Komisji Heraldycznej. Obowiązek zasięgnięcia opinii i uzyskania zgody ministra administracji publicznej wynika z art. 3 ustawy o odznakach i mundurach (Dz. U. z 1978 r. nr 31, poz. 130 z póź. zmian.). Skutkiem pominięcia ustawowego obowiązku było wprowadzenie do obiegu błędnego znaku, który nie streszczał historii miasta w sposób prawidłowy. Rada Miasta oparła swoją decyzję na znaku opublikowanym w książce Herby miast polskich przez Mariana Gumowskiego. Badacz ten popełnił jednak błąd i pod nazwą Aleksandrów Kujawski opublikował herb należący pierwotnie do Aleksandrowa Łódzkiego. Opisowi herbu zamieszczonemu w opracowaniu Gumowskiego towarzyszy również błędny opis historii miejscowości. W istocie jest to opis historii Aleksandrowa Łódzkiego.
W 2016 roku władze miasta ostatecznie zasięgnęły opinii Komisji Heraldycznej, która uznała, że mimo opisywanej wyżej pomyłki herb ten ma już ugruntowaną tradycję historyczną oraz odróżnia się dostatecznie od herbu Aleksandrowa Łódzkiego i w związku z tym nie ma potrzeby jego zmiany. Jednak w 2018 roku, z powodu jednoczesnego funkcjonowania trzech wzorów herbu oraz chęci ustanowienia innych symboli miasta, Piotr Bytner, miejscowy grafik, rozpoczął prace nad stworzeniem nowego wizerunku herbu. Ostateczne zmiany, mimo chęci m.in. połączenia dotychczasowego herbu miasta z czarnym połulwem zaczerpniętym z herbu województwa kujawsko-pomorskiego, okazały się kosmetyczne, a nowy wzór wraz z innymi symbolami został ustanowiono 25 marca 2024 roku.